# Nikolai Stepanowitsch Taganzew

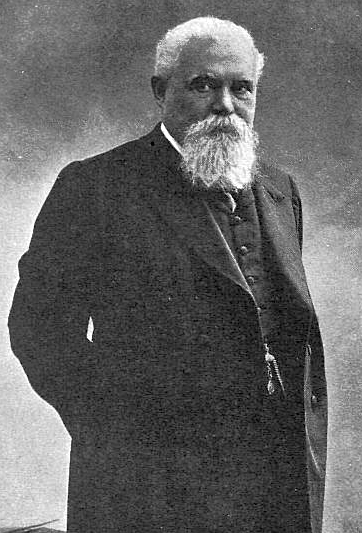
Nikolai Stepanowitsch Taganzew (M. L. Lewenson, 1915)

Nikolai Stepanowitsch Taganzew (russisch Николай Степанович Таганцев; * 19. Februarjul. / 3. März 1843greg.; † 22. März 1923 in Petrograd) war ein russisch-sowjetischer Jurist und Hochschullehrer.

## Leben
Der Kaufmannssohn Taganzew besuchte das Pensaer Jungengymnasium (Abschluss 1859 mit einer Silbermedaille) und studierte an der Universität St. Petersburg in der Juristischen Fakultät mit Abschluss 1862.
Taganzew blieb an der Universität St. Petersburg am Lehrstuhl für Strafrecht. Er bildete sich an den Universitäten Berlin, Heidelberg und Leipzig fort. 1867 verteidigte er mit Erfolg seine Magister-Dissertation über wiederholte Straftaten. Darauf lehrte er an der Universität St. Petersburg, an der Kaiserlichen Rechtskunde-Schule und am Kaiserlichen Alexander-Lyzeum. 1868 wurde er zum Außerordentlichen Professor ernannt. Nach erfolgreicher Verteidigung seiner Doktor-Dissertation über Straftaten gegen das Leben nach russischem Recht wurde er 1870 zum Doktor des Strafrechts promoviert. 1876 erhielt er den erblichen Adel.
Von Oktober 1877 bis Ende Januar 1878 fand im Sonderamt des Senats der Prozess der 193 statt. Seit 1873 hatten Narodniki sogenannte Märsche ins Volk für Propaganda in den Dörfern durchgeführt, worauf Tausende festgenommen worden waren. Im Prozess gegen die 193 Angeklagten setzte sich Taganzew gegen die Todesstrafe ein. Der Prozess endete mit milden Urteilen, indem die meisten Angeklagten freigesprochen und nur einige wenige zu Gefängnis- oder Lagerstrafen verurteilt wurden.
Taganzew beteiligte sich an der Arbeit der Kommission für Gefängnisreform. 1881 wurde er Mitglied der Beratungsstelle des Justizministeriums und Mitglied der Kommission für die Vorbereitung eines neuen Strafgesetzbuchs. 1882 gab er seine diversen Lehrtätigkeiten auf und behielt nur den  Lehrstuhl der Rechtskunde-Schule. Als Lenin im November 1891 als Externer die Zulassungsprüfung zum Jura-Studium bestand, gehörte Taganzew zu seinen Prüfern.

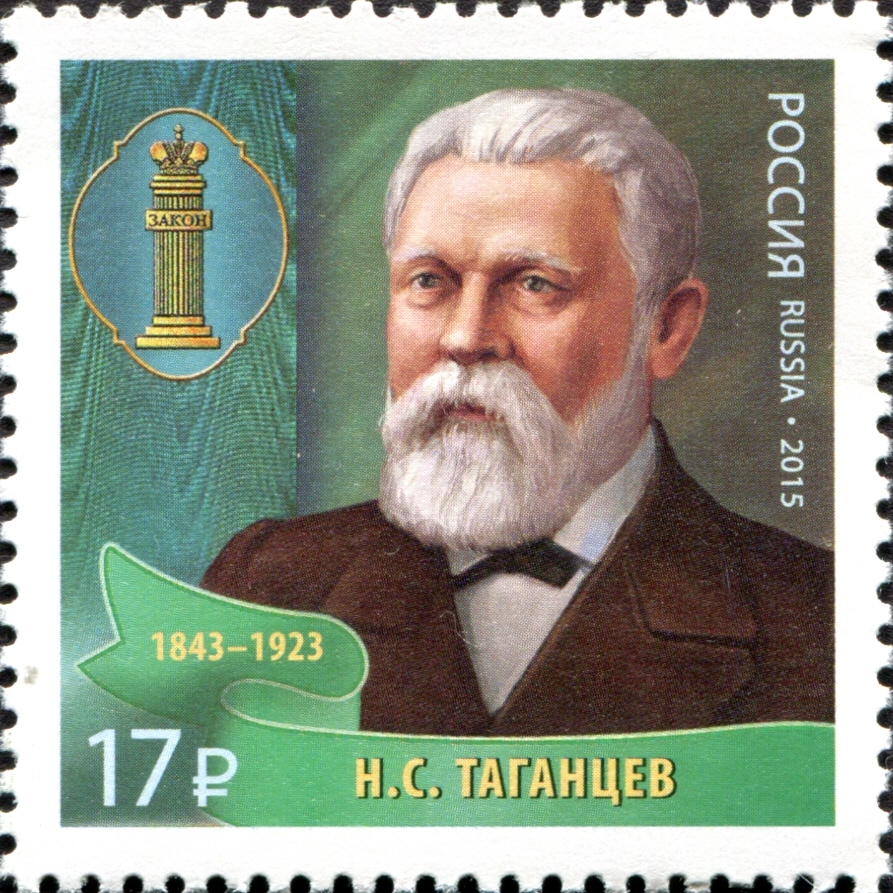
Nikolai Stepanowitsch Taganzew (Russische Post 2015)

1887 wurde Taganzew zum Senator ernannt mit Verantwortung für das Kassationsdepartement des Senats. 1890 wurde er zum Vorsitzenden der Kommission für die Erarbeitung von Vorschlägen für die Revision des finnländischen Strafrechts ernannt. 1894 wurde er Mitglied der Kommission für die Revision der Gerichtsgesetzgebung und Vorsitzender der Abteilung für Revision der Strafprozessordnung. Er leitete den Rat der 1900 gegründeten Gesellschaft Majak zur Förderung der moralischen, geistigen und körperlichen Entwicklung der jungen Menschen. 1903 wurde er zum Wirklichen Geheimen Rat ernannt (2. Rangklasse), und er wurde Mitglied der Kommission des Justizministeriums für die Erarbeitung des neuen Strafgesetzbuchs. 1906 wurde er Mitglied des Staatsrats.
Nach der Oktoberrevolution beteiligte sich Taganzews Sohn Wladimir Taganzew an antibolschewistischen Aktivitäten. Am 31. Mai 1921 wurde Wladimir Taganzew als Anführer einer angeblichen konterrevolutionären Verschwörung verhaftet. Taganzew wandte sich am 16. Juni an Lenin mit der Bitte um Freilassung seines Sohnes. Am 29. Juni 1921 meldete Feliks Dzierżyński Lenin, Trotzki, Sinowjew, Molotow und Kamenew die Aufdeckung und Liquidierung einer großen konterrevolutionären Verschwörung, an deren Spitze Wladimir Taganzew und W. I. Orlowski stünden (Fall Taganzew). Auch Maxim Gorki und Taganzews Verwandter A. J. Kadjan, der mit Lenins Familie in Simbirsk bekannt war, setzten sich für Wladimir Taganzew ein. Am 10. August 1921 ließ Lenin in einem Brief dem Vater mitteilen, dass wegen der erdrückenden Beweise Taganzew nicht freigelassen werden könne. Wladimir Taganzew wurde in Petrograd am 24. August zum Tode verurteilt und am 29. August 1921 zusammen mit seiner Frau erschossen. Insgesamt waren 833 Petrograder Wissenschaftler und Künstler verhaftet worden, von denen 96 Personen bei der Festnahme oder nach Verurteilung im Taganzew-Prozess erschossen wurden. Das bekannteste Opfer war der Dichter Nikolai Gumiljow. 103 Personen waren während der Haft gestorben. 83 Personen wurden zu Lagerhaft verurteilt, und 448 Personen wurden freigelassen. Das Schicksal der Übrigen ist unbekannt. Jakow Agranow, der spätere Stellvertreter Genrich Jagodas, hatte die Untersuchung des Falls Taganzew geleitet. Wladimir Taganzew wurde am 27. April 1992 rehabilitiert.
Taganzew war in erster Ehe mit Sinaida Alexandrowna Kadjan (1850–1882) verheiratet, mit der er die Tochter Nadeschda (1871–1942) und den Sohn Nikolai (1873–1946) bekam. Nikolai Taganzew wurde Jurist, nahm am Russischen Bürgerkrieg auf der Seite der Weißen teil und emigrierte 1923 nach Paris. Nach dem Tod seiner ersten Frau heiratete Taganzew deren jüngere Schwester Jewgenija Alexandrowna Kadjan (1852–1921), mit der er die Tochter Sinaida (1884–1946) und den Sohn Wladimir (1889–1921) bekam. Der Physiker Alexander Taganzew ist Taganzews Urenkel.

## Ehrungen
- Alexander-Newski-Orden (1899),[2] mit Brillanten (1913)